# Zavoya
Zavoya is een geslacht van vliesvleugeligen uit de familie bronswespen (Chalcididae). De wetenschappelijke naam van dit geslacht is voor het eerst geldig gepubliceerd in 1992 door Boucek.

## Soorten
Het geslacht Zavoya omvat de volgende soorten:
- Zavoya brevispina Boucek, 1992
- Zavoya cooperi Boucek, 1992
- Zavoya parvula Boucek, 1992